# Irrigation Way
Der Irrigation Way ist eine Verbindungsstraße im Südwesten des australischen Bundesstaates New South Wales. Er verbindet den Newell Highway in Narrnadera mit dem Kidman Way und dem Burley Griffin Way in Griffith.

## Verlauf
Der Irrigation Way zweigt in Narrandera vom Newell Highway (N39) nach Nordwesten ab. Er verläuft zunächst entlang des Nordufers des Murrumbidgee River und biegt dann nach Norden ab, bis er Leeton erreicht. Dort schlägt er wieder eine nordwestliche Richtung ein und durchläuft die Murrumbidgee Irrigation Area, ein landwirtschaftlich genutztes Gebiet, das vom gleichnamigen Fluss bewässert wird.
Bei der Siedlung Whitton biegt die Straße scharf nach Norden ab und verläuft ca. 15 km in dieser Richtung. Dann biegt sie erneut scharf nach Westen ab und erreicht in Yoogali den Burley Griffin Way (S94), mit dem zusammen sie den letzten Kilometer nach Griffith verläuft und dort am Kidman Way (S87) endet.

## Bedeutung
Der Irrigation Way schließt die Städte Griffith und Leeton auf kürzestem Wege an den Newell Highway in Narrandera an. Damit bildet er die Verbindung zwischen den wichtigen Mittelzentren der landwirtschaftlichen Produktion und dem nationalen Highwaynetz und den wichtigen Märkten in Melbourne und Sydney.